# Río Torysa
El río Torysa (eslovaco, Torysa; húngaro, Tarca) se encuentra en Eslovaquia oriental y es un importante afluente de la margen izquierda del río Hornad. Riega una cuenca de 1349 km², tiene una longitud de 129 km y es un río de montaña-llanura.Su caudal promedio es de 8,2 m³/s. Nace en los montes Levoča y fluye a través de las ciudades de: Lipany, Sabinov, Veľký Šariš, Prešov y hasta el río Hornád cerca de Nižná Hutka, al sureste de Košice.